# Lathom House

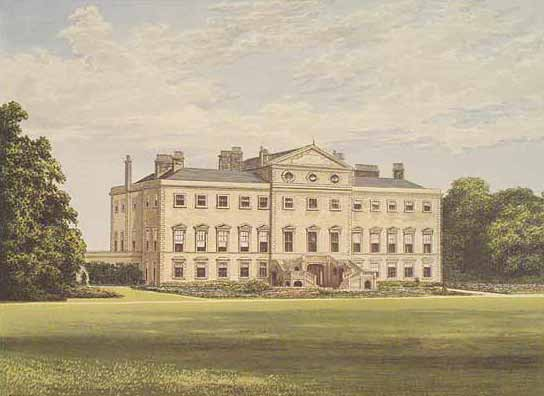
Lathom House um 1880

Lathom House war ein großes Landhaus im Dorf Lathom in der englischen Grafschaft Lancashire. Das Hauptgebäude wurde 1925 abgerissen.

## Frühe Geschichte

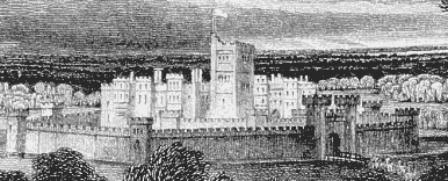
Lathom House zur Zeit des englischen Bürgerkrieges

Im Mittelalter soll eine hölzerne Burg an dieser Stelle gestanden haben.
Das Steingebäude, das „Lathom House“ genannt wurde und 1496 für die Familie Stanley errichtet wurde, hatte 18 Türme und war von einer 1,8 Meter dicken Mauer und einem acht Meter Graben umgeben, dessen Zugbrücke von einem Torturm aus verteidigt werden konnte. In der Mitte der Anlage befand sich ein hoher Turm namens Eagle Tower (dt.: Adlerturm).
1554 wurde der protestantische Märtyrer George Marsh in Lathom House von Edward Stanley, 3. Earl of Derby befragt, bevor er nach Lancaster Castle geschickt wurde.
Lathom House war der letzte royalistische Rückzugsort in Lancashire im englischen Bürgerkrieg und wurde zweimal von den parlamentaristischen Truppen belagert. Während der ersten Belagerung 1644 durch Sir Thomas Fairfax verteidigten Charlotte Stanley, Countess of Derby, und 300 Mann das Haus, bis die royalistischen Truppen unter Ruprecht von der Pfalz, Duke of Cumberland, auf ihrem Weg nach Bolton in der Gegend ankamen. Nach der Belagerung flohen die Countess und ihr Gefolge auf die Isle of Man.
1645 wurde das Haus erneut belagert, diesmal von General Egerton und 4000 parlamentaristischen Soldaten. Nach einer fortgesetzten Belagerung, bei der die Befestigungen durch die Parlamentaristen zerstört wurden, mussten die Verteidiger diesen das Haus übergeben. James Stanley, der Gatte von Charlotte, wurde 1651 in Bolton von den Parlamentaristen wegen Hochverrats geköpft. Die Anwesen der Stanleys wurden vom Parlament konfisziert.

## Nach der Stuart-Restauration

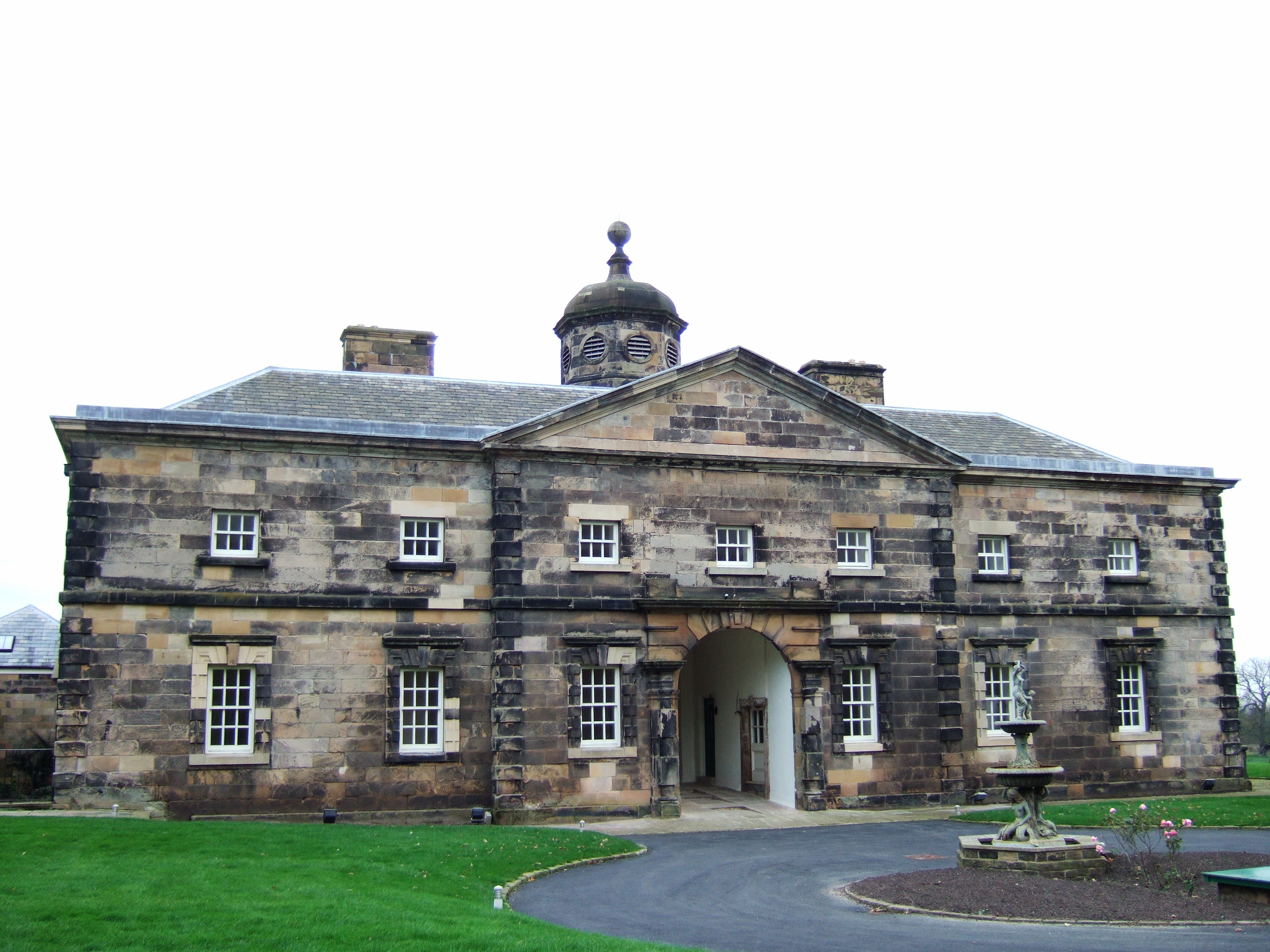
Der erhaltene Westflügel von Lathom House

Nach der Stuart-Restauration 1660 wurde Lathom House an die Familie Stanley zurückgegeben und blieb bis 1714 in der Familie, als es durch Heirat von Henrietta Stanley mit John Ashburnham, 3. Baron Ashburnham, an diesen fiel und er es verkaufte.
Später kaufte es Sir Thomas Bootle, Parlamentsabgeordneter für Liverpool, der Giacomo Leoni beauftragte, es in das schönste palladianistische Haus im Lande umzubauen. Sein Rehpark, der 1725–1740 angelegt wurde, wurde vom bekannten Landschaftsarchitekten Humphry Repton entworfen und enthielt The Lines, mit 4 km Länge die großartigste Allee im England des 17. Jahrhunderts. Es gab auch einen Tempel, ein Jagdschloss und eine gotische Molkerei. Die Nordfassade des Landhauses war 47 Meter lang und das umgebende Parkland hatte 5–6 km Umfang.
Über Thomas Bootles Nichte fiel das Anwesen an Richard Wilbraham-Bootle und deren Sohn, Edward Bootle-Wilbraham, 1. Baron Skelmersdale. Der Enkel des letzteren, Edward, erbte das Anwesen wurde zum Earl of Lathom ernannt. Im Ersten Weltkrieg diente das Landhaus militärischen Zwecken, hauptsächlich dem Trainieren von Pferden. Nach dem Krieg entschied sich der 3. Earl gegen eine Renovierung und erneute Nutzung als Familiensitz. Stattdessen lebte er in der nahegelegenen Blythe Hall.
Das Anwesen wurde 1920 an ein Londoner Konsortium verkauft. Nach einer kurzen Zeitspanne als Jungenschule wurde der Hauptblock 1925 abgerissen. Das 1000 Hektar große Grundstück des Landhauses wurde stückweise verkauft, hauptsächlich an Pächter. Der verbleibende Westflügel des Hauses wurde in Appartements umgewandelt.

## Ausgrabungen

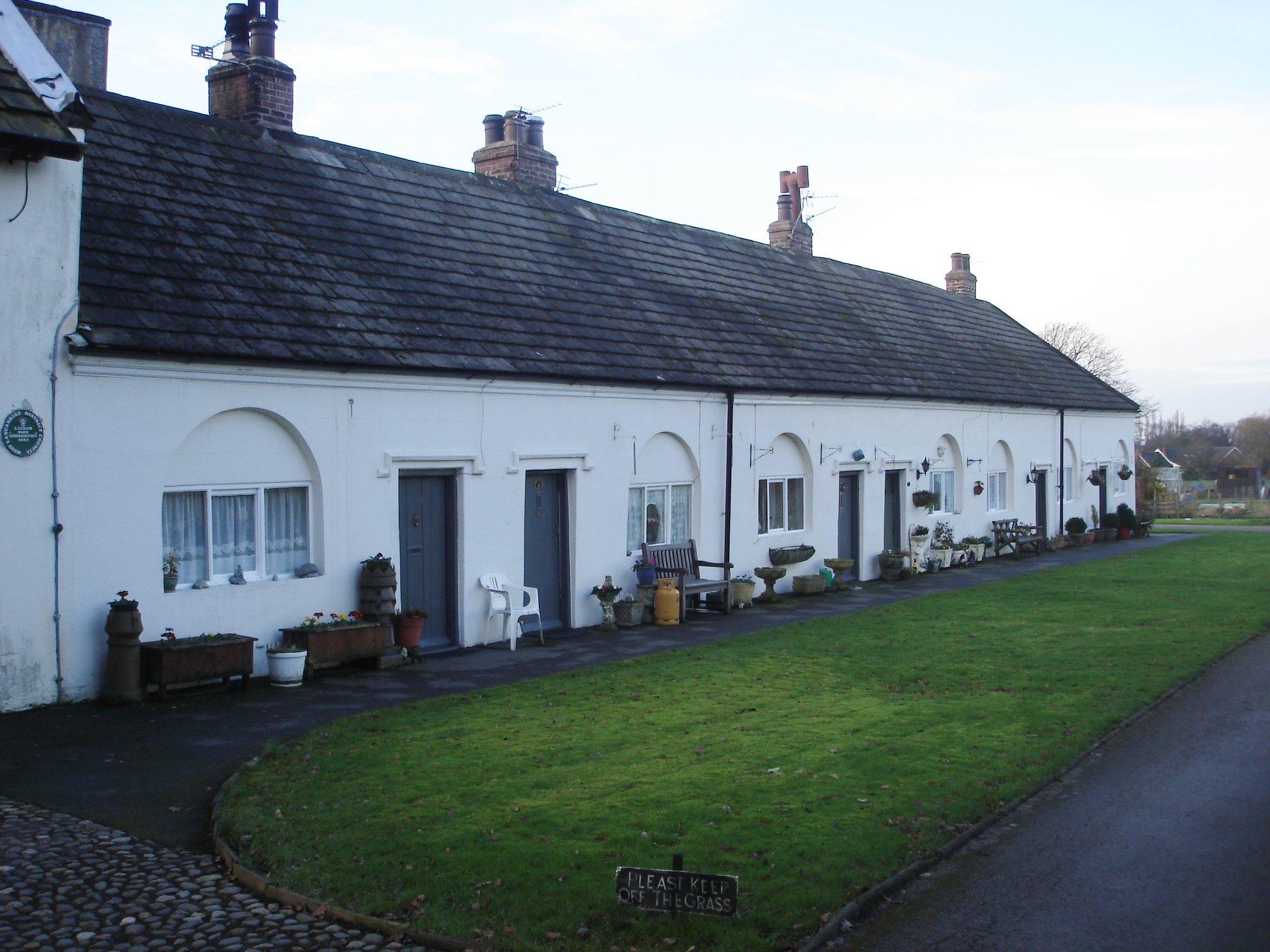
Kleinhäuser in der Nähe des früheren Landhauses

Die Ruinen von Lathom House wurden vom Historical Council of Northern Lancashire ausgegraben, um die Gebäude aus dem 18. Jahrhundert zu rekonstruieren. Das Team fand mittelalterliche Fundamente und versuchte, sie zu retten. Während die Hauptgebäude schon vor einigen Jahrzehnten unbewohnbar wurden, gibt es noch Kleinhäuser in der Nähe der Kapelle von Lathom Park.